# Actul de împuternicire din 1933
Actul de împuternicire (în germană Ermächtigungsgesetz) din 1933, cunoscut și sub denumirea oficială Gesetz zur Behebung der Nu von Volk und Reich vom 24. März 1933 („Legea pentru remedierea situației oamenilor și a imperiului din 24 martie 1933”) a fost o lege germană care i-a conferit lui Adolf Hitler dreptul de a guverna prin decret, adică de a promulga proiecte legislative fără nicio procedură parlamentară.
Actul a fost adoptat pe 23 martie 1933 de către Reichstag, cu 444 de voturi pentru și 94 împotrivă. Toate partidele de extermă dreapta, de dreapta și de centru au votat pentru, socialiștii au votat împotrivă, iar comuniștii, fiind interziși, nu au putut participa la vot.
Promulgat a doua zi de președintele Paul von Hindenburg pentru o perioadă de patru ani ce se putea reînnoi, actul a rămas în vigoare până la căderea regimului nazist în mai 1945. După Reichstagsbrandverordnung („Decretul privind incendierea Reichstag-ului”), el a constituit a doua etapă legislativă a Gleichschaltung („fazare”), care a dus la instaurarea sistemului totalitar nazist.

## Context juridic
Constituția de la Weimar nu prevedea posibilitatea adoptării unor legi care să dea putere deplină Executivului. Cu toate acestea, între 1919 și 1923, Reichstag-ul a adoptat legi-cadru limitate în timp ce acopereau în esență domeniile economice și financiare; acestea se desfășoară cel mai adesea sub controlul comisiilor parlamentare sau al comisiilor mixte ale Reichstag-ului și Reichsrat-ului1.
Cu toate acestea, Constituția prevede, la articolul 48, alineatul 2, posibilitatea de președinte al Reich-ului să ia ordonanțe de urgență (Notverordnung), ceea ce face șeful statului „legiuitor substitut.“ Această posibilitate este utilizat pe scară largă de către președintele Friedrich Ebert, care semnează decrete 116 în octombrie 1919 până în ianuarie 1925, urmat de președintele Paul von Hindenburg, în special din iulie 1930. În cursul acestei a doua perioade, decretele nu răspund logicii și nu se mai concentrează asupra măsurilor economice și financiare; este de datoria presedintelui si a guvernului de a impune o legislatie respinsa de Reichstag, desfiintata progresiv de functiile sale1. Inițiat de cancelarul Brüning și sistematizate de Franz von Papen și Kurt von Schleicher, adoptarea de legi prin decret rămâne în cadrul constituțional și puncte de consens între președinte, ministerul și parlamentar majoritar.